# Beyerdynamic
beyerdynamic GmbH & Co. KG (frühere Namen: Gebrüder Beyer GmbH, Eugen Beyer Elektrotechnische Fabrik; Beyer; Beyer Dynamic) ist ein mittelständisches Unternehmen der Elektroakustikbranche mit Sitz in Heilbronn und zählt zu den bekanntesten Geräteherstellern im Bereich Audiotechnik. Es gibt eine Tochtergesellschaft in den USA (beyerdynamic, Farmingdale, New York) und Niederlassungen in Indien und Singapur. 

## Produkte
Beyerdynamic stellt überwiegend Kopfhörer, Konferenztechnik und Mikrofone her. Zur Konferenztechnik zählen Installationsmikrofone, Dolmetscherpulte, Konferenzsysteme und Tour-Guide-Systeme, die international verwendet werden. Die professionellen Kopfhörer und Mikrofone finden ihre Anwendung in Tonstudios, auf der Bühne, bei Live-Übertragungen im Rundfunk und Fernsehen. Bekannte Studiokopfhörer sind die Modelle des geschlossenen DT 770, des halboffenen DT 880 und des offenen DT 990. Die Consumer-Produkte des Unternehmens sind Kopfhörer, Kopfhörerverstärker, Gaming-Headsets und In-Ear-Kopfhörer.

## Geschichte

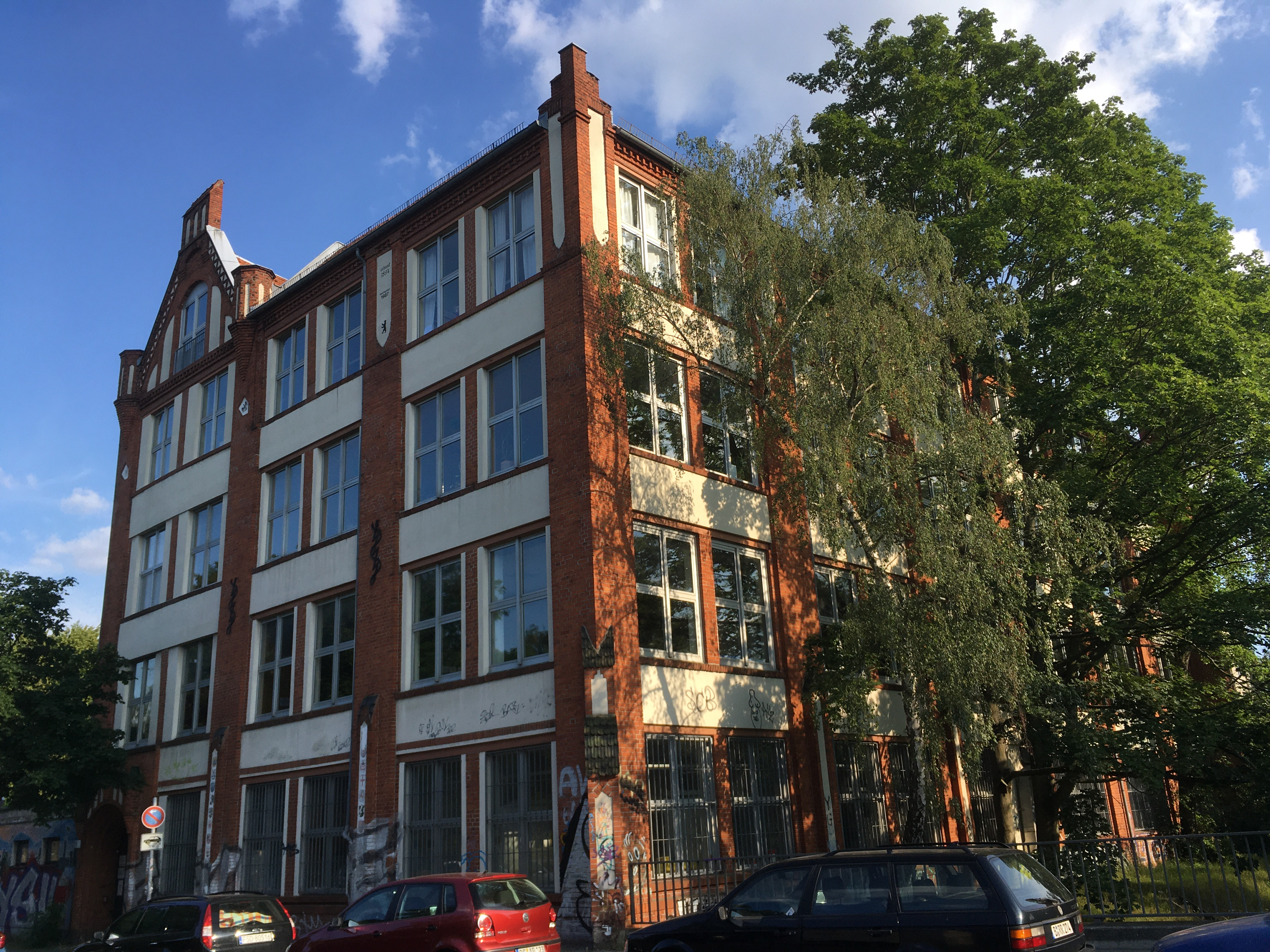
Produktionsstätte ab 1934 in Berlin-Gesundbrunnen

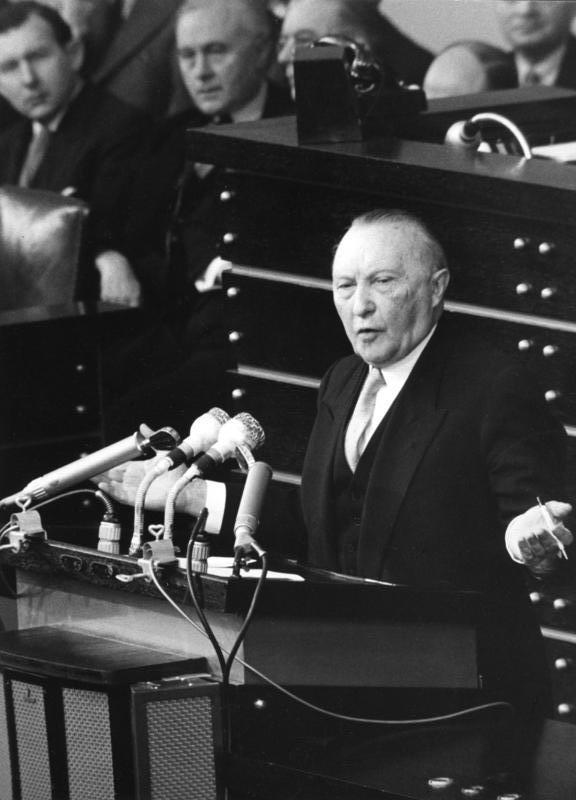
Konrad Adenauer vor zwei Beyer M19b im Deutschen Bundestag (1955)

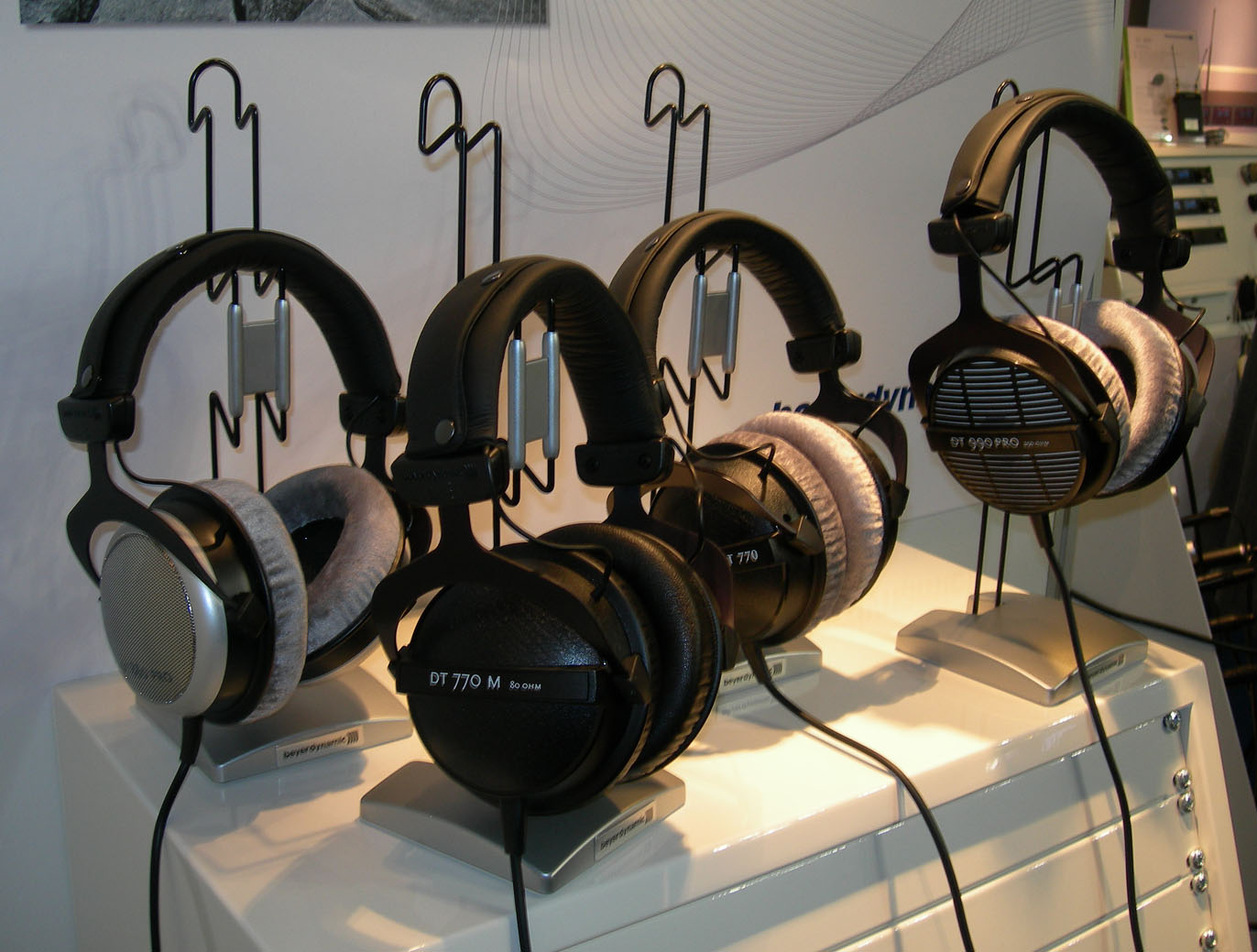
Kopfhörer von beyerdynamic: DT 880 PRO, DT 770 M, DT 770, DT 990 PRO

Der 1903 in Stockholm geborene und in St. Petersburg aufgewachsene Eugen Beyer war nach der Oktoberrevolution mit seiner Familie nach Schweden gezogen und Anfang der 1920er nach Berlin gekommen, dem damaligen Mittelpunkt der beginnenden Audiotechnik. 1924, in den Anfangsjahren des Tonfilms, gründete der Elektroingenieur in Berlin ein Unternehmen zur Herstellung von Kinolautsprechern. Seit Mitte der 1920er Jahre firmierte das Unternehmen, das er zusammen mit seinem Bruder Sergej (* 1901) betrieb, unter dem Namen Gebrüder Beyer GmbH. Ab 1934 hatte das Unternehmen seinen Sitz in der Nordbahnstraße in Berlin-Gesundbrunnen. 1937 entwickelte es mit dem Dynamischen (Mess)-Telefon DT 48 einen ersten dynamischen Kopfhörer. 1939 später folgte das dynamische Mikrofon M 19, das von der Reichs-Rundfunk-Gesellschaft (RRG) als Standardgerät für Reportagen und später im Bundeshaus in Bonn eingesetzt wurde. Weitere Entwicklungen waren Druckkammerlautsprecher und ein Diktiergerät. Der DT 48 wurde bis 2012 ununterbrochen produziert, bis kein Lieferant für das Material der Membran mehr gefunden werden konnte.
Aufgrund der Zerstörung von Fabrik und Maschinen im Zweiten Weltkrieg siedelte das Unternehmen 1948 nach Heilbronn um. Dort produzierte das Unternehmen zunächst in einem ehemaligen Offizierskasino in der Bismarckstraße. 1959, nach dem plötzlichen Tod von Eugen Beyer, übernahm sein Sohn Fred R. Beyer (1934–2008) die Leitung. 1960 wurde ein Neubau in der Theresienstraße bezogen, wo sich heute Entwicklung, Konstruktion und Fertigung, Vertrieb und die kaufmännische Leitung befinden. 1966 wurde das Mikrofon E 1000 auf der Deutschland-Tournee der Beatles verwendet. In den 1960er Jahren wurde der Name Beyer in Beyer Dynamic, in den 1970er Jahren in Beyerdynamic geändert.
2005 wurde im Stadtteil Böckingen in der August-Häußer-Straße das Service-und-Logistik-Center (SLC) mit dem Versand, dem Fertigteilelager und der Service- bzw. Reparaturabteilung angesiedelt. Nachdem dieses Gebäude dann aber schließlich nicht mehr groß genug war, wurde im Juli 2013 das neue Shipping Center Talheim (SCT) in Talheims Industriegebiet Rauher Stich bezogen. Im selben Jahr wurde der firmeneigene Werksverkauf im Firmensitz in der Theresienstraße in Heilbronn eröffnet.
Das Unternehmen ist nicht Mitglied eines Arbeitgeberverbandes. Seit 2001 gibt es bei dem Unternehmen einen Betriebsrat. 2006 wurde mit der IG Metall ein Haustarifvertrag abgeschlossen.
Im Juni 2025 wurde bekannt, dass Beyerdynamic für voraussichtlich 122 Mio. € an das chinesische Unternehmen Cosonic Intelligent Technologies verkauft werden soll.